# Strathpeffer
Strathpeffer, schottisch-gälisch Srath Pheofhair, ist eine Kleinstadt mit 1109 Einwohnern in Schottland. Im Viktorianischen Zeitalter war der Ort aufgrund seiner schwefelhaltigen Thermalquellen als Badeort populär.

## Geschichte

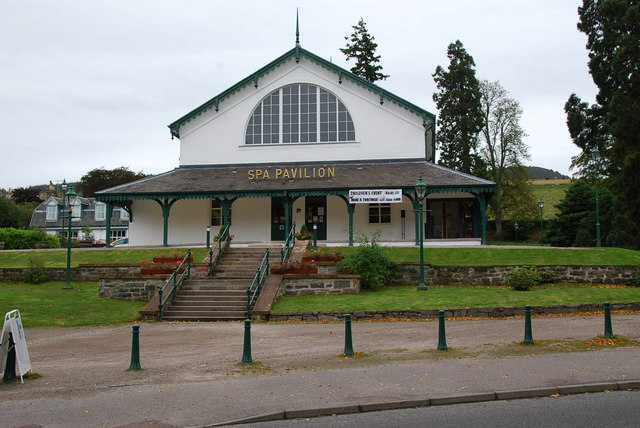
Der Strathpeffer Pavilion

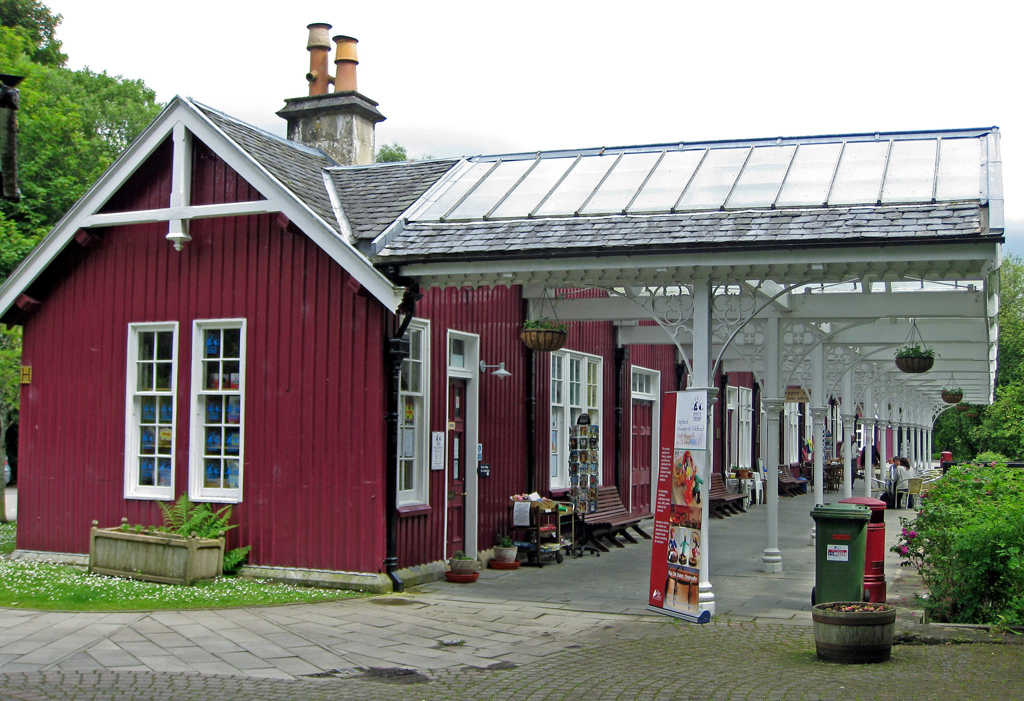
Der ehemalige Bahnhof

Strathpeffer entwickelte sich aus einigen etwa zehn Kilometer westlich von Dingwall gelegenen Farmen in der Nähe von Castle Leod, dem Sitz des Earl of Cromartie und Chief des Clan MacKenzie. Um 1770 entdeckte man schwefelhaltige Quellen. 1819 entstand eine erste hölzerne Trinkhalle. In der Folgezeit wurde Strathpeffer als Kurort entdeckt. Auch sein durch die geschützte Lage des Ortes zwischen zwei Hügelketten vergleichsweise mildes Klima trug zu seiner Beliebtheit als Badeort im Viktorianischen Zeitalter bei. Von dieser Epoche zeugen viele viktorianische Villen und sonstige Bauten, wie ein Pumpenhaus und der für Konzerte und Veranstaltungen genutzte Strathpeffer Pavilion von 1881.
Beim Bau der Kyle of Lochalsh Line 1870 verhinderten lokale Landbesitzer eine Führung über Strathpeffer, lediglich über den abseits des Ortes gelegenen Haltepunkt Achterneed war Strathpeffer an das Eisenbahnnetz angebunden. Dies betrachteten die Einwohner als nicht ausreichend. 1885 baute die Highland Railway daher eine kurze Zweigstrecke nach Strathpeffer.
Nach dem Ersten Weltkrieg sank die Zahl der Badegäste spürbar und viele Bauten wurden nicht mehr genutzt. Der Verkehr auf der Stichstrecke der Eisenbahn wurde 1946 für den Personen- und 1951 auch im Güterverkehr eingestellt.
Seit den 1980er Jahren wurden verschiedene viktorianische Gebäude restauriert und neuen Verwendungen zugeführt. Strathpeffer hat sich wieder zu einem beliebten Ferienort entwickelt, der vor allem für Touren in die Highlands als Ausgangspunkt genutzt wird. Neben verschiedenen Hotels gibt es eine Anzahl Bed and Breakfasts.

## Sehenswürdigkeiten
- Castle Leod
- Clach an Tiompain oder Eagle Stone, ein piktischer Symbolstein
- Highland Museum of Childhood (im alten Bahnhof)
- Strathpeffer Pavilion
- Strathpeffer Pump Room
- Touch Stone Maze, geologisches Labyrinth

## Söhne und Töchter von Strathpeffer
- Ronald G. J. Fraser (1899–1985), schottischer Physiker
- Finn Crockett (* 1999), irischer Radrennfahrer